# 小平楽器
小平楽器有限会社（こだいらがっき）は、長野県諏訪市にある、ギターを製造する楽器メーカーである。入門用クラシックギターを製造していることで知られる。1974年創業。
宣伝も含め社名の「小平楽器」が使われることは稀で、公式サイトでは「小平ギター」、「小平」、「小平ギター工房」の表現のみを用いており、楽器店のサイトなどでは上記の他に「コダイラギター」、「KODAIRA GUITAR」、「コダイラ」、「KODAIRA」と表記されることがある。

## 概要
諏訪市の工房でギターを製造している。製品には、クラシックギター初心者、入門用とされるものがある
。
信頼性向上のため、材料となる木材のシーズニングによる安定化に力を入れており、低価格帯でも5年 - 10年以上、ハイエンド製品では20年以上かけて乾燥が行われている。
2010年現在、創業者である小平栄一の息子2人のほか、3名の職人によって製造している。製品の発売元はロッコーマン株式会社。